# Mapur (Bintan Pesisir)
Mapur is een bestuurslaag in het regentschap Bintan van de provincie Riau-archipel, Indonesië. Mapur telt 904 inwoners (volkstelling 2010).